# Accademia degli studi economici di Bucarest
L'Accademia degli studi economici di Bucarest (in rumeno: Academia de Studii Economice din Bucureşti, abbreviato ASE) è un istituto universitario pubblico di Bucarest fondato nel 1913.

## Storia

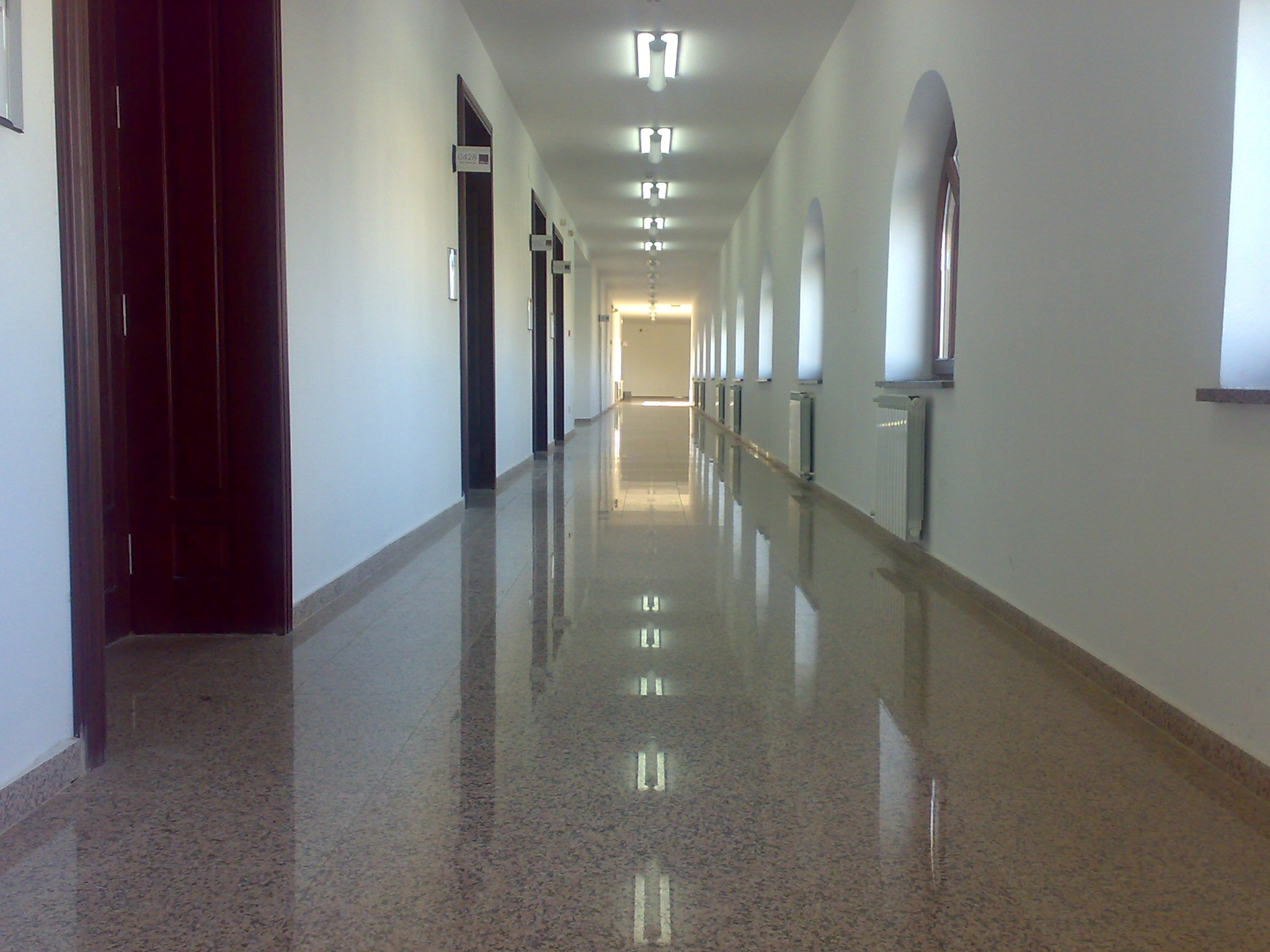
Interno dell'Istituto

Fondata il 6 aprile 1913 dal regio decreto di Carlo I di Romania, l'Accademia degli Alti Studi Commerciale e Industriali è stato il primo istituto economico di istruzione superiore con sede in Romania.
Nel 1947, l'Accademia è stata riorganizzata e fusa con l'Accademia degli Studi Cooperativi per formare l'Accademia degli Studi Commerciali e Cooperativi. Durante l'epoca comunista, nel mese di agosto del 1948, è stata trasformata in Istituto per le scienze economiche e per la pianificazione, secondo il modello fornito dagli istituti di istruzione superiore sovietici. Dall'anno accademico 1967-1968, l'Istituto è stato riorganizzato nuovamente e divenne l'Università di Bucarest degli studi economici, mentre dal 2005, l'Università ha adottato quanto  previsto dal processo di Bologna.

## Struttura
L'ateneo è organizzato nelle seguenti tredici facoltà:
- BBS - Școala de Afaceri București Bucharest Business School
- Administrarea Afacerilor cu predare în limbi străine (gestione aziendale in lingue straniere)
- Administratie şi Public Management (gestione e pubblica amministrazione)
- Cibernetica, Statistica şi Informatica Economic (cibernetica, statistica e informatica)
- Contabilitate şi Informatica de Gestiune (contabilità e gestione dei sistemi informatici)
- Comert (commercio)
- Drept (Diritto)
- Economia Agroalimentară Si un Mediului (economia e tecnologia di agricoltura e produzione alimentare)
- Economie (Economia)
- Finanţe, Asigurări, Banci şi Burse de Valori (finanza, assicurazione, banca e borse)
- Management
- Marketing
- Relaţii Economice Internationale (relazioni economiche internazionali)